# Serie A 1941-1942 (pallacanestro maschile)
Il campionato italiano maschile di pallacanestro 1941-1942 rappresenta la ventiduesima edizione del massimo campionato italiano di pallacanestro. Il campionato è un girone all'italiana, con partite d'andata e ritorno. La vittoria vale due punti ed è previsto il pareggio, che vale un punto.
Il numero delle squadre della massima divisione viene aumentato a dodici: dalla Serie B salgono GUF Roma e CRDA Monfalcone e SS Parioli muta denominazione in Mussolini Roma.
La Reyer Venezia vince il suo primo scudetto, portando per la prima volta il titolo di campione d'Italia in Veneto. I campioni uscenti della Ginnastica Triestina si fermano al quarto posto, mentre la seconda piazza va ai romani della Mussolini (ex Parioli) e la terza alla Virtus Bologna. 

## Classifica
|  |     | Classifica finale 1941-1942      | Pt | G  | V  | N | P  | PtF | PtS |
|  | --- | -------------------------------- | -- | -- | -- | - | -- | --- | --- |
|  | 1.  | Reyer Venezia                    | 37 | 21 | 18 | 1 | 2  | 602 | 413 |
|  | 2.  | Mussolini Roma                   | 35 | 21 | 16 | 3 | 2  | 689 | 456 |
|  | 3.  | Virtus Bologna                   | 33 | 21 | 16 | 1 | 4  | 656 | 441 |
|  | 4.  | Ginnastica Triestina             | 31 | 21 | 15 | 1 | 5  | 717 | 540 |
|  | 5.  | Dop.Borletti Olimpia Milano (-1) | 22 | 21 | 11 | 1 | 9  | 641 | 522 |
|  | 6.  | GUF Napoli                       | 17 | 21 | 8  | 1 | 12 | 477 | 565 |
|  | 7.  | Giordana Genova                  | 16 | 21 | 7  | 2 | 12 | 610 | 633 |
|  | 8.  | CRDA Monfalcone                  | 15 | 21 | 7  | 1 | 13 | 390 | 526 |
|  | 9.  | GUF Livorno                      | 12 | 21 | 6  | 0 | 15 | 357 | 536 |
|  | 10. | GUF Pavia (-1)                   | 9  | 21 | 5  | 0 | 16 | 406 | 564 |
|  | 11. | Dop.Pirelli Milano (-1)          | 7  | 21 | 4  | 0 | 17 | 453 | 686 |

Il GUF Roma si ritira dal campionato dopo la 20ª giornata, in base al regolamento dell'epoca sono stati considerati validi ai fini della classifica solo i risultati del girone di andata

## Risultati
| Risultati            | VE    | MRM   | BO    | TS    | BMI   | NA    | GE    | MO    | LI    | PV    | PMI   | RM    |
| -------------------- | ----- | ----- | ----- | ----- | ----- | ----- | ----- | ----- | ----- | ----- | ----- | ----- |
| Reyer Venezia        |       | 33-28 | 29-20 | 32-22 | 43-31 | 2-0   | 37-28 | 45-15 | 24-9  | 2-0   | 49-23 | 38-18 |
| Mussolini Roma       | 20-20 |       | 33-19 | 51-26 | 2-0   | 41-21 | 37-28 | 37-16 | 42-19 | 27-23 | 53-21 | 31-20 |
| Virtus Bologna       | 22-33 | 19-19 |       | 25-21 | 37-28 | 38-23 | 29-28 | 27-18 | 40-14 | 38-10 | 39-8  | 39-10 |
| Ginnastica Triestina | 28-20 | 29-22 | 30-38 |       | 21-18 | 42-29 | 39-31 | 28-15 | 44-22 | 53-16 | 51-12 | 51-28 |
| Borletti Milano      | 20-27 | 13-27 | 19-24 | 33-33 |       | 37-29 | 53-30 | 71-24 | 29-22 | 36-24 | 36-25 | -     |
| GUF Napoli           | 21-19 | 29-41 | 16-28 | 36-31 | 27-48 |       | 25-21 | 20-19 | 0-2   | 29-19 | 22-19 | 48-27 |
| Giordana Genova      | 27-35 | 31-31 | 27-56 | 27-33 | 32-41 | 36-22 |       | 31-18 | 25-18 | 34-18 | 61-25 | 34-21 |
| CRDA Monfalcone      | 20-22 | 18-28 | 23-21 | 14-31 | 27-26 | 22-22 | 15-7  |       | 16-12 | 14-8  | 2-0   | -     |
| GUF Livorno          | 14-26 | 15-41 | 15-21 | 24-33 | 17-14 | 19-28 | 19-29 | 18-17 |       | 26-20 | 2-0   | 24-30 |
| GUF Pavia            | 14-17 | 28-47 | 15-39 | 21-26 | 22-24 | 26-25 | 27-20 | 16-11 | 21-22 |       | 28-22 | 21-17 |
| Pirelli Milano       | 33-49 | 28-31 | 22-37 | 26-45 | 16-32 | 24-18 | 25-27 | 26-37 | 36-24 | 28-21 |       | 20-22 |
| GUF Roma             | 9-49  | 24-39 | -     | -     | 13-32 | 31-35 | 30-30 | 30-29 | 17-43 | 24-29 | 22-34 |       |

- Borletti Milano e Pirelli Milano penalizzate di 1 punto per 1 rinuncia.
- GUF Roma penalizzata di 2 punti per 2 rinunce.

## Verdetti
- Campione d'Italia:  Reyer Venezia

Formazione: G. De Nardus, Marcello De Nardus, Armando Fagarazzi, Enrico Garbosi, Luciano Montini, Amerigo Penzo, Giuseppe Stefanini, Sergio Stefanini. Allenatore: Carmelo Vidal.
- Retrocesse in Serie B: Pirelli Milano, GUF Roma